# Apiocera haruspex
Apiocera haruspex är en tvåvingeart som beskrevs av Osten Sacken 1877. Apiocera haruspex ingår i släktet Apiocera och familjen Apioceridae. Inga underarter finns listade i Catalogue of Life.